# Aleksander Michał Eysymont
Aleksander Michał Eysymontt (ur. ok. 1740, zm. po 1795) – poseł na Sejm Czteroletni z powiatu grodzieńskiego w 1788 roku, podstarości grodzieński

## Pełnione urzędy
- Komornik grodzieński 1772
- Budowniczy grodzieński (11 grudnia 1772 – 2 września 1777)
- Sędzia grodzki grodzieński (16 października 1777 – 4 maja 1786)
- Stolnik grodzieński (8 lutego 1782 – 7 marca 1786)
- Wojski grodzieński (7 marca 1786 – 19 stycznia 1790)
- Podstarości grodzieński (od 4 maja 1786, (był ostatnim na urzędzie).

## Poseł na Sejm Rzeczypospolitej Obojga Narodów
- 1788–1790 - z Powiatu Grodzieńskiego

## Deputat na Trybunał Główny Wielkiego Księstwa Litewskiego
- 1772–1773 - z Powiatu Grodzieńskiego
- 1782–1783 - z Powiatu Grodzieńskiego

## Życiorys
Możliwe, że to on jest wymieniony na Popisie z 1765 r. z okolicy Eysymonty w parafii jezierskiej jako: Imć pan Michał Eysymąt – komisarz powiatu Grodzieńskiego, na koniu szpakowatym z moderunkiem wszelkim do woyny zgodnym.
Po śmierci Michała Józefa, chorążego grodzieńskiego, stał się niekwestionowanym przywódca rodu i obok Kazimierza Wolmera najbardziej wpływowym politykiem w Ziemi Grodzieńskiej. Musiał też być darzony zaufaniem i osobistą uczciwością, skoro od roku 1777 aż po kres niepodległości kieruje jurysdykcją grodzieńską.
 Już na sejmie walnym w 1775, obrano go członkiem komisji rozstrzygającej spór między Kazimierzem Wolmerem, ówczesnym sędzią ziemskim grodzieńskim a miastem Grodnem oraz komisji rozstrzygającej sprawę graniczną Jakuba Rukiewicza podstarościego grodzieńskiego. Zapewne to za jego przyczyną wniesiono pod obrady tego Sejmu sprawę zamiany Milkowszczyzny z powrotem na Szudziałowo (odwieczne dobra Eysymontów).
 Niewątpliwie to on podsuwa Tyzenhauzowi uzdolnionego krewniaka Macieja, urodzonego administratora. Deputat powiatu grodzieńskiego na Trybunał Główny Wielkiego Księstwa Litewskiego kadencji wileńskiej w 1782/1783 roku. W 1788 zostaje wybrany posłem na Sejm Wielki, z powiatu grodzieńskiego (wraz z Kazimierzem Wolmerem). 7 października 1788 r. w Warszawie składa przysięgę sejmową. Od roku 1790 stopniowo odsuwa się od życia publicznego. Urząd wojskiego przekazuje Ferdynandowi, chorążycowi grodzieńskiemu, pozostając przy podstarościństwie.
Zmarł zapewne po roku 1795, gdyż nie wyznaczono już nikogo na tę funkcję.

## Rodzina
Ożeniony z Joanną z Bilminów, pozostawił syna Jana Nepomucena, sędziego sejneńskiego, dzierżawcę kolonii Sosnowy Grąd oraz córkę Józefę, żonę Hipolita Wołkowickiego, sędziego ziemskiego grodzieńskiego.